# Fantasticul domn Fox
Fantastic Mr. Fox este un film american de comedie-animație stop motion din 2009. Regizat de Wes Anderson în baza unui scenariu scris împreună cu Noah Baumbach⁠(d), filmul reprezintă o adaptare a romanului pentru copii publicat sub același nume⁠(d) în 1970 de Roald Dahl. George Clooney, Meryl Streep, Jason Schwartzman⁠(d), Bill Murray, Willem Dafoe și Owen Wilson apar în distribuție. Filmul urmărește povestea Domnului Fox (Clooney), a cărui dragoste nestăvilită pentru furt creează probleme în comunitatea sa și ajunge să fie vânat de trei fermieri cunoscuți sub numele de Boggis (Robin Hurlstone), Bunce (Hugo Guinness⁠(d)) și Bean (Michael Gambon).
Proiectul a luat naștere în 2004 prin colaborarea dintre Anderson și Henry Selick⁠(d) (care a contribuit la filmul The Life Aquatic cu Steve Zissou) în cadrul   Revolution Studios⁠(d). În 2007, Revolution și Selick au părăsit proiectul, iar filmul a fost mutat la studioul 20th Century Fox, iar producția a început în 2007. Lansat în Statele Unite pe 13 noiembrie 2009, a fost primit cu recenzii pozitive din partea criticilor, care au lăudat regia lui Anderson, umorul și animația stop-motion. Cu toate acestea, a avut încasări slabe la box office (46,5 milioane de dolari) în comparație cu bugetul său de 40 de milioane. Filmul a fost nominalizat la Oscar la categoriile cel mai bun lungmetraj animat⁠(d) și cea mai bună coloană sonoră.

## Rezumat
În timpul unui atac asupra fermei de porumbei⁠(d) a domnului Berk, Dl. Fox declanșează o capcană pentru vulpi, iar acesta și soția sa Felicity sunt capturați. Felicity îi dezvăluie soțului ei că este însărcinată și îl roagă să-și găsească un loc de muncă mai sigur dacă vor evada, iar acesta cade de acord.
Doi ani umani (12 ani pentru o vulpe) mai târziu, cuplul Fox și fiul lor Ash trăiesc într-o vizuină subterană. Domnul Fox, în prezent cronicar⁠(d), își mută familia într-o casă mai bună în interiorul unui copac, ignorând avertismentele avocatului său, care susține că zona este periculoasă pentru vulpi, deoarece este situată în apropiere de proprietățile a trei fermieri periculoși: Boggis (deține o fermă de găini), Bunce (deține o fermă de rațe și gâște) și Bean (deține o fermă de curcani și o livadă de meri).
La scurt timp după mutarea în noua vizuină, nepotul lui Felicity, Kristofferson Silverfox, vine să locuiască alături de ei. Ash consideră această situație este intolerabilă; vărul său îi este superior din toate punctele de vedere și toată lumea este fermecată de Kristofferson. În același timp, Dl. Fox tânjește după cariera sa de hoț, iar împreună cu prietenul său Kylie, un oposum, fură produse și păsări de curte din toate cele trei ferme timp de trei nopți consecutive. Furioși, fermierii decid să ucidă vulpea. Ridică o tabără lângă vizuina sa, iar când Dl. Fox iese la iveală, cei trei deschid focul, însă îi nimeresc doar coada. După ce au scos copacul din rădăcini pentru a-l captura pe Dl. Fox, aceștia descoperă că vulpile au săpat un tunel de evacuare. Conștienți că animalele vor fi nevoite să iasă la suprafață pentru a se hrăni, fermierii le așteaptă la gura tunelului. În subteran, Felicity este supărată că soțul ei a revenit la vechile sale obiceiuri.
Mai târziu, grupul îl întâlnește pe Badger și pe ceilalți locuitori din zonă ai căror case au fost, de asemenea, distruse de fermieri. În timp ce animalele sunt cuprinse de foame, domnul Fox sapă un tunel către cele trei ferme și le fură toate produsele.
Pe parcursul ospățului, Ash și Kristofferson devin din nou prieteni. Aceștia se întorc la ferma lui Bean, intenționând să recupereze coada domnului Fox, însă Kristofferson este capturat.
Când descoperă că Dl. Fox le-a furat toate produsele, fermierii și șeful pompierilor inundă rețeaua de tuneluri cu cidrul lui Bean, blocând toate animalele în canalizare.
Conștient că fermierii plănuiesc să-l atragă într-o ambuscadă cu ajutorul lui Kristofferson, Dl. Fox iese la suprafață pentru a se preda, dar revine în subteran când Rat, santinela psihopată a lui Bean, îi atacă pe Ash și Felicity. O luptă are loc între Fox și Rat, iar cel din urmă atinge un generator electric și cade muribund pe podea. Înainte să moară, Rat le dezvăluie locul în care Kristofferson este ținut prizonier. Dl. Fox le spune fermierilor că este dispus să se predea dacă sunt de acord să-i elibereze nepotul.
Fermierii pun la cale o ambuscadă, dar animalele o anticipează și lansează un contraatac în urmă căruia domnului Fox, Ash și Kylie reușesc să intre în ferma lui Bean fără să fie detectați. Ash îl eliberează pe Kristofferson și înfruntă focul inamic pentru a elibera un beagle turbat; câinele îi atacă pe fermieri, iar grupul scapă.
În timp ce fermierii așteaptă ca animalele să iasă din groapă, acestea fac din canalizare noul lor adăpost și invită alte animale să li se alăture. La scurt timp după aceea, Fox fură dintr-un magazin deținut de Boggis, Bunce și Bean, unde Felicity îi dezvăluie că este din nou însărcinată.

## Distribuție
- George Clooney - Foxy Fox
- Meryl Streep - Felicity Fox
- Jason Schwartzman - Ashton Fox
- Bill Murray - Clive Badger Esq.
- Willem Dafoe - Rat
- Michael Gambon - Franklin „Frank” Bean
- Owen Wilson - Coach Skip
- Wallace Wolodarsky - Kylie
- Eric Anderson - Kristofferson Silverfox
- Jarvis Cocker - Petey
- Wes Anderson - Stan Weasel
- Robin Hurlstone - Walter „Walt” Boggis
- Hugo Guinness - Nathan „Nate” Bunce
- Helen McCrory - Mrs. Bean
- Juman Malouf - Agnes
- Karen Duffy - Linda Otter
- Roman Coppola - Squirrel Contractor
- Garth Jennings - Bean's son
- Brian Cox - Daniel Peabody
- Steven Rales - Beaver
- Jeremy Dawson - Beaver's Son
- James Hamilton - Phil Mole
- Jennifer Furches - Dr. Badger
- Mario Batali - Rabbit
- Allison Abbate - Fosta prietenă a lui Rabbit
- Molly Cooper - Rabbit Girl
- Adrien Brody - Mouse
- Martin Ballard - Șeful pompierilor